# Munténie

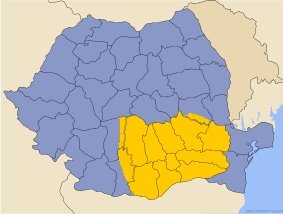
Munténie na mapě Rumunska

Munténie (rumunsky Muntenia), případně Velké Valašsko, je rumunské historické území zahrnující střední a východní část Valašska. Region je na jihu a východě ohraničován Dunajem, na severu řekou Milcov a pohořím Karpaty a na západě řekou Olt, oddělující Munténii od Olténie.